# Н'яунйан
Н'яунйан (Н'яунйанмін) (бірм. ညောင်ရမ်းမင်; 8 листопада 1555 — 5 листопада 1605) — 5-й володар імперії Таунгу в 1599—1605 роках. Засновник Другої династії Таунгу (Відродженої Таунгу).

## Життєпис
Син Баїннауна, володаря імперії Таунгу, та його молодшої дружини Кхін Пйєзон. Народився 1555 року в Пегу, отримавши ім'я Шин Тісса. Здобув буддистську та військову освіту при дворі батька. 1577 року оженився зі зведеною сестрою.
1581 року призначено намісником містечка Н'яунйан в окрузі Мейтхіла (центральна Бірма), за назвою якого став відомим надалі — Н'яунйанмін. 1584 року підтримав свого зведеного брата Нандабаїна під час повстання їхнього стрийка Тадомінсо, віцекороля Ави.
Зберігав вірність до 1593 року, коли Нандабаїн призначив свого сина Мін'я Кявсви II, віцекороля Ави, спадкоємцем трону, й натомість не призначив нового віцекороля Ави. З огляду на постійні повстання в різних частинах імперії регіон Ави залишився у владі місцевих феодалів. Цим скористався Н'яунйан, що почав стрімко посилюватися. 1595 року повстав Тхадо Дхамма Яза III, віцекороль П'ї. Проти нього виступив Н'яунйан, що став боронити місто Ава.
1597 року він оголосив себе незалежним правителем Ави з огляду на суттєве послаблення влади Нандабаїна. Невдовзі було підкорено міста Яметін і Паган. У вересні того ж року проти нього виступив Мін'є Тхіхату II, віцекороль Таунгу. Але становище Н'яунйана поліпшилося, коли Тхадо Дхамма Язу III, що також планував на нього напасти, раптово вбили. Після цього Мін'є Тхіхату II рушив на П'ї, а потім на Пегу.
Протягом 1598 року зібрав потужне військо, після чого 1599 року оголосив себе правителем усієї імперії Таунгу (церемонія коронації відбулася 1600 року), прийнявши ім'я Тіха Тура Маха Дхамма Яза. 1599 року армії Мін'є Тхіхату II та держави М'яу-У захопили Пегу. Нандабаїн здався. Його відправили до Таунгу. У 1600 році арауканці спалили Пегу.
Спочатку не намагався захопити Таунгу і Пегу, а зосередив увагу на відновленні влади над шанськими князівствами. Разом з тим спрямовував зусилля на відновлення економіки, насамперед сільського господарства (було відбудовано іригаційні системи), поліпшення системи оподаткування.
1600 року підкорив князівства Могаун та Мохан'їн. 1601 року було підкорено князівство Н'яунгшве, чим забезпечено кордон на сході. 1602 року підкорив шанське князівство Бамо. В кампанії 1603—1604 року було підкорено державу Моннай. 1604 року відбулося нове повстання шанів Могаун, яке невдовзі придушено.
1605 року опинився під загрозою нападу аюттхайського правителя Наресуана. Готуючись до битви, Н'яунйан дістав звістку, що суперник раптово помер, а його війська відступили до своїх володінь. Слідом за цим було придушено повстання шанських князівств на півдні та півночі. Після цього відправив війська на підкорення Таунгу і П'ї, але невдовзі помер. Йому спадкував син Анаукпетлун.